# Die Hard : Belle journée pour mourir
Série Die Hard
Die Hard 4 : Retour en enfer
(2007)
Pour plus de détails, voir Fiche technique et Distribution.
Die Hard : Belle journée pour mourir ou Une belle journée pour crever au Québec (A Good Day to Die Hard) est un film d'action américano-britanno-hongrois de John Moore, sorti en 2013.
Il s'agit du cinquième volet de la série de films Die Hard.

## Synopsis
John McClane se rend en Russie pour libérer de prison son fils Jack. Il apprend que ce dernier est un agent de terrain de la CIA qui doit récupérer un dossier contenant des preuves impliquant Viktor Chagarin, futur ministre russe de la Défense et menace majeure envers la sécurité et la paix mondiale, dans le désastre de Tchernobyl. C'est Yuri Komarov, prisonnier politique et ancien partenaire de Chagarin, qui est à l'origine de ce dossier, qu'il a caché dans un coffre à Tchernobyl, mais dont la clé est dans un hôtel moscovite.
Il s'avère que Jack s'est fait délibérément mettre en prison dans le but de faire croire aux agents de Chagarin qu'il pourrait lui coller un meurtre sur le dos pour le faire taire définitivement. Au cours du procès, il arrive à s'évader du tribunal avec Yuri, mais il est poursuivi par Alik et son équipe, qui travaillent pour Viktor et veulent aussi récupérer le dossier, avec l'intention de le détruire. Après une course-poursuite effrénée sur la MKAD, ils parviennent à se rendre dans une maison sécurisée, toute fuite étant compromise, et Komarov se voit proposer son exfiltration de Russie en échange du dossier. Yuri accepte en ajoutant une condition: emmener sa fille Irina avec lui. Ils retrouvent Irina à l'hôtel, mais cette dernière se trouve être l'amante d'Alik.
Yuri est emmené à Tchernobyl où est censé être le dossier, mais une fois dans la chambre forte, il tue Alik de sang-froid. Le reste de l'équipe d'Alik travaillait en fait pour Yuri, dont le but était de s'échapper de prison et de récupérer de l'uranium à usage militaire pour le revendre au prix fort sur les marchés terroristes. John et Jack arrivent à Tchernobyl, et comprennent qu'aucun dossier n'existe, et que Yuri a utilisé la CIA pour aider à sa libération. Un combat s'engage, au terme duquel Jack assassine de sang froid Yuri en le balançant sur le rotor d'un hélicoptère piloté par sa fille Irina. Cette dernière tente une ultime fois d'éliminer les deux McClane en envoyant son hélicoptère s'écraser sur eux, mais les américains parviennent à survivre en plongeant dans une piscine pour échapper à l'explosion.

## Fiche technique
Sauf indication contraire, les informations mentionnées dans cette section peuvent être confirmées par les bases de données cinématographiques IMDb et Allociné,  présentes dans la section « Liens externes ».
- Titre original : A Good Day to Die Hard

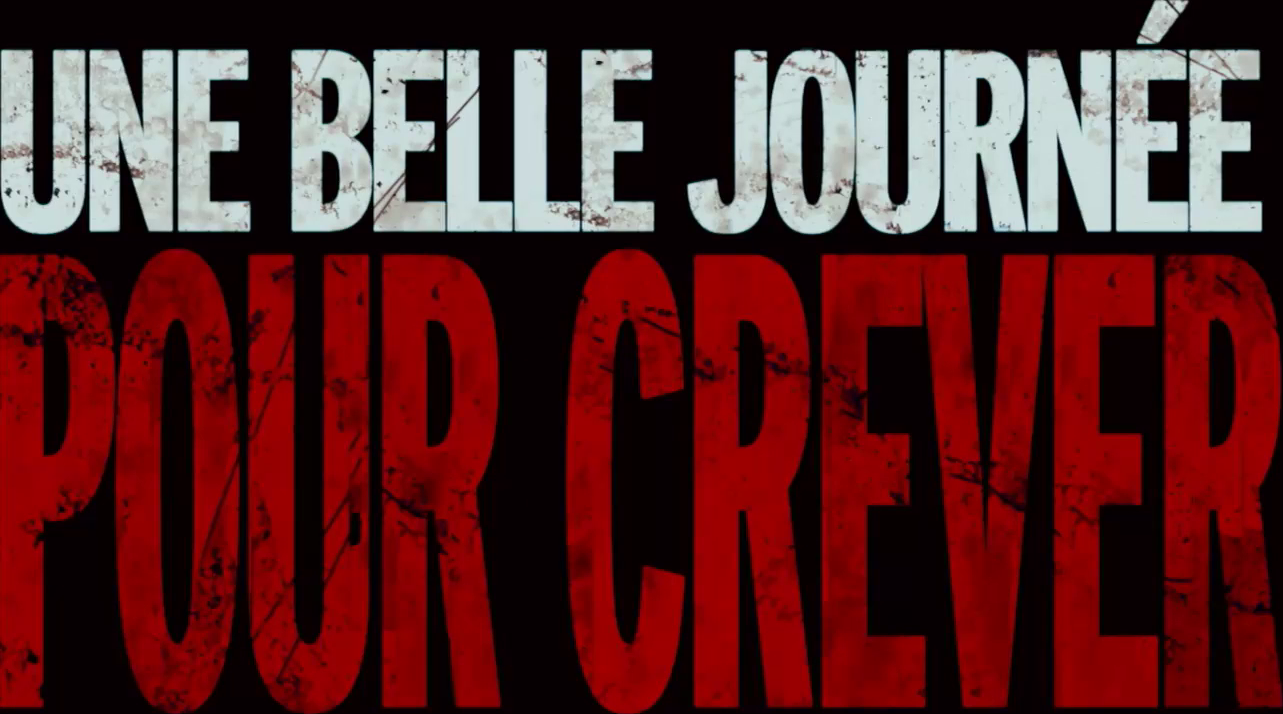
Logo québécois du film.

- Titre français : Die Hard : Belle journée pour mourir
- Titre québécois : Une belle journée pour crever[1]
- Réalisation : John Moore
- Scénario : Skip Woods, d'après certains personnages créés par Roderick Thorp
- Musique : Marco Beltrami
- Direction artistique : Nick Blanche, Tom Brown, Bence Erdelyi et Andrew Munro
- Décors : Daniel T. Dorrance
- Costumes : Bojana Nikitovic
- Photographie : Jonathan Sela
- Son : Ron Bartlett, Derek Casari, Doug Hemphill, Tom Lalley, Ian Voigt
- Montage : Dan Zimmerman
- Production : Wyck Godfrey et Alex Young
  - Production déléguée : Tom Karnowski, Jason Keller et Skip Woods
  - Production associée : Mark Cotone
  - Coproduction : Stephen J. Eads, Peter Veverka et David Willis
- Sociétés de production : 
  - États-Unis : Giant Pictures et Temple Hill Entertainment, en association avec TSG Entertainment et Dune Entertainment, présenté par Twentieth Century Fox
  - Royaume-Uni : produit en association avec Ingenious Media et Big Screen Productions
  - Hongrie : FILLSCRN et Mid Atlantic Films, Origo Film Group (non crédité)
- Société de distribution : Twentieth Century Fox
- Budget : 92 millions de $[2]
- Pays de production :  États-Unis,  Royaume-Uni,  Hongrie[3]
- Langues originales : anglais, russe, hindi, punjabi
- Format : couleur (DeLuxe) (Technicolor) — 35 mm — 1,85:1 (CinemaScope) — son Dolby Surround 7.1 / Datasat / SDDS / Dolby Atmos / Sonics-DDP / Auro 11.1
- Genre : action, thriller
- Durées : 98 minutes ; 101 minutes (version longue)
- Dates de sortie[4] :
  - Belgique : 13 février 2013[5]
  - États-Unis, Royaume-Uni, Hongrie, Québec : 14 février 2013[1]
  - France, Suisse romande  : 20 février 2013[6]
- Classification :
  - États-Unis : interdit aux moins de 17 ans (R – Restricted)[N 1]
  - Royaume-Uni : interdit aux moins de 15 ans (15 - Suitable only for 15 years and over)
  - Hongrie : Non recommandé en dessous de 16 ans[7]
  - France : tous publics avec avertissement
  - Belgique : tous publics (Alle Leeftijden)[5]
  - Suisse romande : interdit aux moins de 16 ans[8]
  - Québec : 13 ans et plus (violence) (13+ / 13 years and over)[1]

## Distribution
- Bruce Willis (VF : Patrick Poivey ; VQ : Jean-Luc Montminy) : John McClane
- Jai Courtney (VF : Damien Ferrette ; VQ : Frédérik Zacharek) :  Jack McClane
- Sebastian Koch (VF : Féodor Atkine ; VQ : Daniel Picard) : Yuri Komarov
- Mary Elizabeth Winstead (VF : Alexandra Garijo) : Lucy Gennero McClane (coupée dans la version extended cut)
- Ioulia Sniguir (VF : Diana Rudychenko) : Irina Komarov
- Rasha Bukvic (VF  : lui-même ; VQ : Pierre-Yves Cardinal) : Alik
- Cole Hauser (VF : Bernard Gabay ; VQ : Daniel Roy) : Mike Collins
- Amaury Nolasco (VF : Laurent Morteau ; VQ : François Trudel) : Murphy
- Sergei Kolesnikov : Viktor Chagarin
- Roman Luknar : Anton
- Pasha D. Lychnikoff (VF : Régis Ivanov ; VQ : Frédéric Desager) : le chauffeur de taxi
- Megalyn Echikunwoke : une journaliste
- April Grace : Sue Easton
- Aleksandr Komarov : Vadim
- Aldis Hodge : Foxy
- Martin Hindy : Mako

Source et légende : version française (VF) sur AlloDoublage et Voxofilm ; version québécoise (VQ) sur Doublage.qc.ca

## Production

### Genèse du projet
En mai 2010, il est révélé que le scénariste Skip Woods est en négociation pour écrire le 5e film de la saga Die Hard.
Début 2011, Noam Murro (Smart People) est annoncé comme réalisateur du film. Mais ce dernier part finalement sur 300 : La Naissance d'un empire. Justin Lin, Joe Cornish, Nicolas Winding Refn ou encore Fred Cavayé sont envisagés mais c'est surtout le nom de John Moore qui apparaît comme possible. Moore est confirmé en septembre 2011.
Le film s'intitule initialement Die Hard 24/7. Plusieurs rumeurs évoquent alors un possible crossover entre la franchise Die Hard et la série télévisée 24 Heures chrono, avec Kiefer Sutherland dans son rôle de Jack Bauer aux côtés de John McClane. Cette information ne sera jamais confirmée par le studio et le titre est finalement révélé : A Good Day to Die Hard.
David Willis, frère de Bruce Willis, participe à la production comme coproducteur.

### Attribution des rôles
Alors que Liam Hemsworth, Aaron Paul, James Badge Dale et D. J. Cotrona ont passé des essais pour le rôle du fils de John McLane, Paul Walker, Ben Foster, Shiloh Fernandez, Milo Ventimiglia, Paul Dano ou encore Steven R. McQueen ont été envisagés. C'est finalement Jai Courtney qui est choisi en février 2012.
Bruce Willis a un temps évoqué le retour de Bonnie Bedelia, qui incarnait sa femme Holly dans les deux premiers films de la saga.
En avril 2012, l'Allemand Sebastian Koch et le mannequin russe Yulia Snigir sont engagés pour jouer les méchants du film, alors que bien avant le lancement officiel du projet, le nom de Patrick Stewart avait été indiqué par la Fox.
On retrouve également à la distribution Amaury Nolasco, célèbre pour être l'interprète de Fernando Sucre dans la série Prison Break, c'est aussi la seconde fois qu'il tourne pour John Moore après Max Payne.
Aldis Hodge, qui incarne ici Foxy, tenait un tout autre rôle dans le 3e film, Une journée en enfer. Il jouait Raymond, l'un des deux neveux de Zeus Carver.

### Tournage
Le tournage commence le 23 avril 2012 à Budapest en Hongrie, où l'équipe reste jusqu'au 14 mai 2012. Une scène est notamment tournée sur le Hungaroring.
Le tournage se déroule ensuite à Belgrade en Serbie.

### Musique
Bandes originales Die Hard
Die Hard 4 : Retour en enfer
(2007)
La musique du film est composée par Marco Beltrami, déjà à l'œuvre sur Die Hard 4 : Retour en enfer. Il incorpore à nouveau des éléments composés par Michael Kamen pour les trois premiers Die Hard. Marco Beltrami n'a que 6 semaines pour composer la musique. De nouvelles scènes sont tournées pendant l'enregistrement. Il compose finalement 120 minutes de musique L'album sort le 14 février 2013 en magasin et en digital via Sony Classical. De la musique additionnelle sera également utilisée et composée par Marcus Trumpp et Brandon Roberts.
On peut également entendre la chanson Doom and Gloom des Rolling Stones, tirée de la compilation GRRR! et utilisée dans le générique de fin.
| 1.  | Yuri Says, "привет"                  | 2:19 |
| 2.  | Getting Yuri to the Van              | 2:14 |
| 3.  | Jack Makes the Call                  | 2:53 |
| 4.  | Everyone to the Courthouse           | 3:09 |
| 5.  | Court Adjourned                      | 2:19 |
| 6.  | Truckzilla (Act 1)                   | 3:38 |
| 7.  | Yippie Kay Yay, Mother Russia!       | 1:54 |
| 8.  | Truckzilla (Act 2)                   | 2:00 |
| 9.  | Father & Son                         | 1:24 |
| 10. | To the Safe House                    | 1:51 |
| 11. | Regroup                              | 2:30 |
| 12. | Leaving the Safe House               | 1:59 |
| 13. | Getting to the Dance Floor           | 1:34 |
| 14. | Too Many Kolbasas on the Dance Floor | 3:53 |
| 15. | What's So Funny?                     | 2:30 |
| 16. | McClanes Get the Bird                | 3:00 |
| 17. | Scumbags                             | 2:05 |
| 18. | Entering Chernobyl                   | 4:07 |
| 19. | Into the Vault                       | 2:17 |
| 20. | Rubbed Out at the Spa                | 2:07 |
| 21. | Sunshine Shootout                    | 1:37 |
| 22. | Get to the Choppa!                   | 2:59 |
| 23. | Chopper Takedown                     | 3:26 |
| 24. | It's Hard to Kill a McClane          | 2:59 |
| 25. | Triple Vodka Rhapsody                | 1:55 |
| 26. | McClane's Brain                      | 2:00 |

## Accueil

### Sortie
En octobre 2011, la date de sortie américaine est annoncée pour le 14 février 2013 en même temps que le titre du film. Le 11 février 2013 a eu lieu à Paris la conférence de presse pour la sortie du film, en présence de Bruce Willis et Jai Courtney. Son passage à Paris a aussi été l'occasion de la promotion de Bruce Willis  au grade de Commandeur des Arts et des Lettres par la ministre de la culture Aurélie Filippetti.

### Accueil critique
Die Hard : Belle journée pour mourir a reçu des critiques largement négatives, obtenant 15 % d'avis favorables sur le site Rotten Tomatoes, basés sur 225 critiques collectées et une note moyenne de 3,9⁄10 et un score de 28⁄100 sur le site Metacritic, basé sur 41 commentaires collectés. Il s'agit du premier film de la franchise Die Hard à connaître un échec critique, les opus précédents ayant reçu un accueil critique favorable que ce soit sur Rotten Tomatoes,, ou Metacritic,,, hormis Une journée en enfer, qui reçut un accueil critique mitigé,.

### Box-office
Sorti le 14 février 2013 aux États-Unis dans 3,553 salles, Die Hard : Belle journée pour mourir prend la tête du box-office avec 24 834 845 $ de recettes. Bénéficiant d'un week-end prolongé de quatre jours pour cause de Presidents Day, le film totalise 36 879 773 $.
Le film étant sorti un jeudi, le cinquième opus prend la cinquième place avec 8 239 116 $ en un jour de présence au box-office pour la semaine de sa sortie. Pour sa première semaine complète au box-office, il prend la tête du box-office avec 41 802 264 $. Mais dès le week-end suivant, il chute à la cinquième place avec 51 967 897 $. Finalement, après quatorze semaines resté à l'affiche, Die Hard : Belle journée pour mourir est un échec commercial sur le territoire américain avec seulement 67 349 198 $, alors qu'il a été tourné avec un budget de production de 92 millions.
En France, le cinquième volet de Die Hard prend la tête du box-office avec 830 130 entrées en première semaine. La semaine suivante, il chute à la troisième position avec 478 149 entrées, pour un cumul de 1 308 279 entrées. Après huit semaines en salles, il finit avec un total de 1 824 376 entrées, faisant mieux que les deux premiers volets (655 545 entrées pour Piège de cristal et 995 836 entrées pour 58 minutes pour vivre), mais moins bien que le troisième et quatrième opus (3 458 382 entrées pour Une journée en enfer et 2 272 369 entrées pour Die Hard 4 : Retour en enfer).
| Pays ou région    | Box-office        | Date d'arrêt du box-office | Nombre de semaines |
| ----------------- | ----------------- | -------------------------- | ------------------ |
| États-Unis Canada | 67 349 198 $,     | 23 mai 2013                | 14                 |
| France            | 1 824 376 entrées | 16 avril 2013              | 8                  |
| Total mondial     | 304 654 182 $     | 26 mai 2013                | -                  |

## Distinctions
Source : Internet Movie Database

### Récompenses

#### 2013
- Golden Schmoes Awards : la plus grande déception de l'année
- Golden Trailer Awards :
  - Meilleure affiche de cinéma
  - Meilleure publicité au cinéma avant le spectacle

#### 2014
- Seattle Film Critics Awards : pire film de l'année
- Taurus World Stunt Awards : meilleure cascade automobile pour J.J. Dashnaw, Steve M. Davison, Josh Kemble, Oakley Lehman et Larry Rippenkroeger

### Nominations

#### 2013
- Bambi Awards : meilleur acteur national pour Sebastian Koch
- Golden Schmoes Awards : pire film de l'année
- Golden Trailer Awards : meilleure affiche internationale
- Houston Film Critics Society Awards : pire film
- Taurus World Stunt Awards : meilleur coordinateur de cascade et/ou réalisateur de la 2e équipe pour Steve M. Davison
- Village Voice Film Poll : pire film (2ème place)

#### 2014
- People's Choice Awards : film thriller préféré
- World Soundtrack Awards : compositeur de l'année pour Marco Beltrami

## Exploitation

### Éditions en vidéo
- En France, le film Die Hard : Belle journée pour mourir est sorti en DVD[48], Blu-ray - Version Longue[49] et dans une version combo Blu-ray - Version Longue + DVD Édition Limitée boîtier SteelBook[50] le 26 juin 2013.

Le film ressort en DVD le 2 janvier 2014.
Le film est également sorti en VOD le 6 mai 2015.
- Au Québec, le film est sorti en DVD le 4 juin 2013[1].

### Version longue
Une version dite Extended Cut est éditée, uniquement en Blu-ray. Elle dure 101 minutes, soit 3 minutes de plus que la version cinéma. Cependant, cette version rallongée se voit amputée de certaines scènes vues au cinéma. Ainsi, la présence de Lucy, la fille de John McClane, est totalement supprimée dans la version Extended Cut. Dans cette version, on voit seulement John McClane quitter la voiture en remerciant le chauffeur (que l'on ne voit pas). Quelques petites modifications sont présentes au début du film. Anton est tué d'une balle dans la tête et non dans la poitrine. Après avoir parlé à Murphy, McClane se défoule en tirant au pistolet au stand de tir. Dans la version cinéma, on voit une reporter parlant à la télévision, une scène absente de la version Extended. La course-poursuite en voiture est cependant plus longue dans la version Extended.

## Commentaires
- La sonnerie de téléphone de John McClane est Ode à la joie de Ludwig van Beethoven, utilisée dans Piège de cristal[20].
- Le livre Idiot's Travel Guide to Moscow que McClane voit dans le taxi est écrit par un certain Tom Karnowski. Tom Karnowski est l'un des producteurs du film[20].

## Suite
Lorsque la production de ce cinquième film débute, Bruce Willis exprime son souhait de faire un sixième et dernier film,. En octobre 2015, Len Wiseman, réalisateur de Die Hard 4 : Retour en enfer, révèle sur Twitter un titre de travail, Die Hard: Year One, en référence à une série de comics publiée en 2009-2010. Peu après Die Hard 4 : Retour en enfer, le réalisateur et Bruce Willis avaient évoqué un projet mélange de suite et préquelle. En septembre 2017, Len Wiseman révèle qu'il cherche l'acteur pouvant incarner une version jeune de John McClane. Six mois plus tard, le studio engage les frères Chad et Carey W. Hayes pour réécrire le script car Bruce Willis refuse les précédentes versions du scénario et le jeune acteur,.
En juillet 2018, le producteur Lorenzo di Bonaventura révèle qu'un nouveau script, intitulé McClane, prévoit une intrigue mêlant McClane et Holly dans les années 1970 et leurs versions dans le présent,. En août 2018, Len Wiseman évoque le début très proche de la préproduction. En décembre 2018, Lorenzo di Bonaventura évoque ensuite une nouvelle version du script, sans Bruce Willis. La Fox retire ensuite le film de son calendrier 2019–2020, en prévision de l'Acquisition de 21st Century Fox par Disney. Tobey Maguire rejoint ensuite l'équipe de production. Mary Elizabeth Winstead exprime ensuite son envie de reprendre son rôle de Lucy McClane, tout en se demandant si le film verra vraiment le jour,.
En août 2021, il est annoncé que Disney envisage un reboot plutôt qu'un sixième film avec Bruce Willis.
En mars 2022, la famille de Bruce Willis annonce que celui-ci souffre d'aphasie, l'obligeant à mettre un terme à sa carrière d'acteur et empêchant de ce fait un éventuel retour dans le rôle de John McClane,.